# Kana fasciata
Kana fasciata är en insektsart som beskrevs av Singh-pruthi 1930. Kana fasciata ingår i släktet Kana och familjen dvärgstritar. Inga underarter finns listade i Catalogue of Life.